# Neocompsa dysthymia
Neocompsa dysthymia är en skalbaggsart som beskrevs av Martins 1970. Neocompsa dysthymia ingår i släktet Neocompsa och familjen långhorningar. Inga underarter finns listade i Catalogue of Life.